# Come On Over (canción de Jessica Simpson)
«Come On Over» —en español: «Ven Conmigo»— es una canción pop con elementos country interpretada por la cantante estadounidense Jessica Simpson e incluida originalmente en su sexto álbum de estudio, Do You Know (2008). Fue compuesta por los creadores de varios éxitos en la música country Rachel Proctor, Victoria Banks con la ayuda de Simpson, producida por dos prodigios de la musical más popular del sur de los Estados Unidos Brett James, John Shanks. Entre junio y julio de 2008, Columbia Nashville lo lanzó como primer sencillo del álbum. Con ello, «Come On Over» se convirtió en el decimotercero sencillo de Jessica Simpson en los Estados Unidos.
En el año 2010, el sello lo incluyó en el primer álbum recopilatorio de la cantante, Playlist: The Very Best of Jessica Simpson.
El vídeo fue dirigido por Liz Friedlander con quien Simpson trabajaba por primera vez, esta ha trabajado como artista de la talla de Celine Dion, Alanis Morissette y la banda U2.
«Come On Over» contó con un recibimiento diverso por parte de los críticos. No obstante, la mayoría de ellos lo no recibieron bien a la canción y lo catalogó como una secula del sonido de These Boots Are Made for Walkin'. Al respecto, la revista Rolling Stone lo catologó como un sencillo «Sorprendentemente» ya que Simpson mantiene lo simple de Shania Twain. Con todo, «Come On Over» fue nominado en la categoría "What? I've Always Been Country" en los CMT Music Awards 2009, pero perdió frente a «Don't Think I Don't Think About It» de Darius Rucker. 
Respecto a su éxito comercial, la canción tuvo una buena recepción moderada. Se convirtió en la primera canción en entra a Billboard Hot 100 desde 2006, debutó en el puesto N.º 65 en dicha lista el 12 de julio de 2008, según la revista Billboard, semana después alcanzó la posición N.º 18 en Billboard Country Songs Country Songs. Por su parte, en Estados Unidos «Come On Over» ha vendido más de 3 00 copias de descargas digitales. 

## Antecedentes

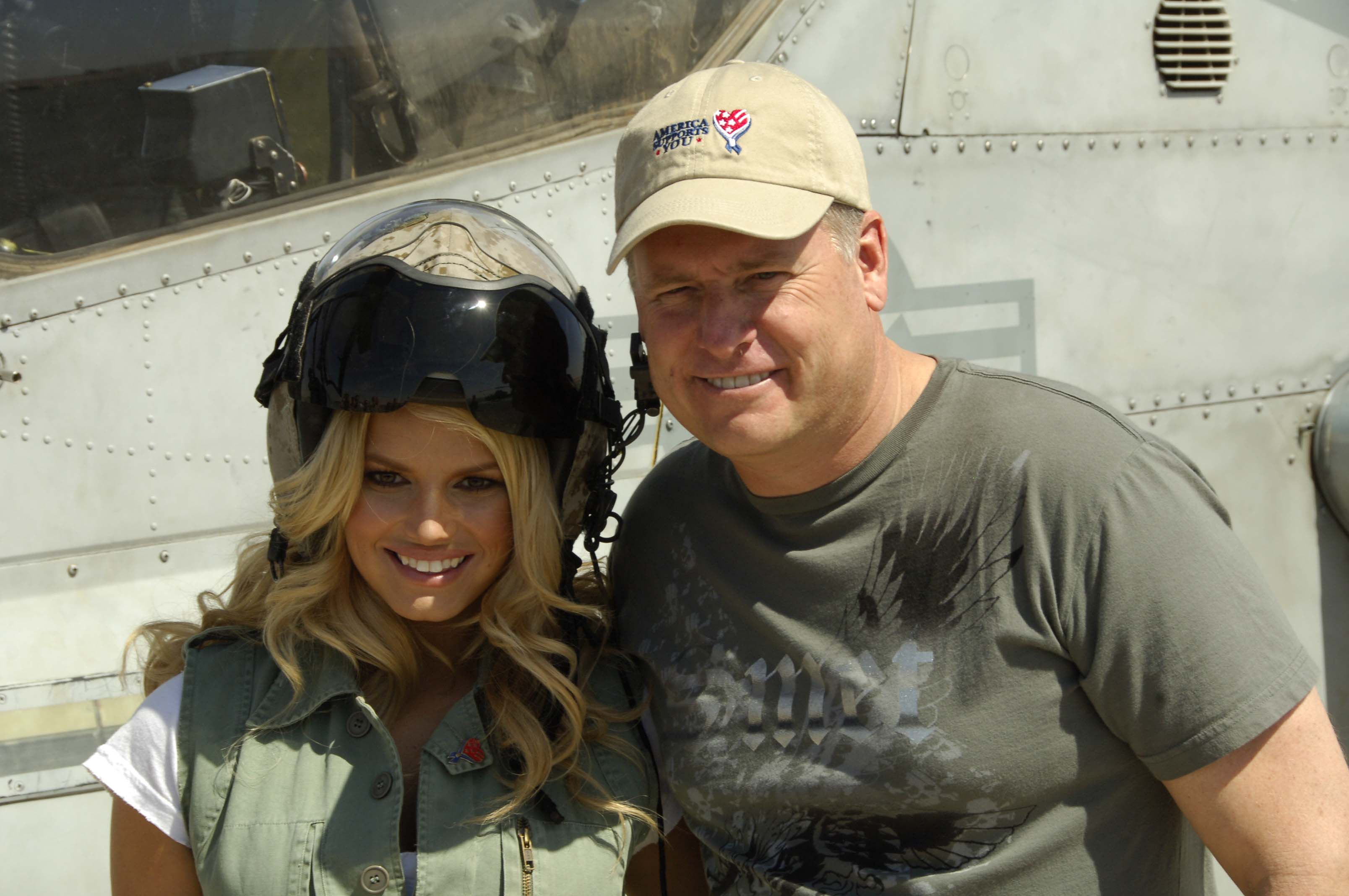
La canción fue la única grabada en los estudios Blackbird.

Después del éxito de These Boots Are Made for Walkin', canción la cual incorpora elementos de la musical country. En diferentes oportunidades Simpson expreso de le gustaría grabar un álbum de estudio totalmente en dicho género musical. A inicios de 2008, Joe Simspon padre y mánager de la cantante, reveló que Jessica se encontraba preparando para el proceso de grabación de un álbum country. En febrero de 2008, viaje a Nashville, Tennessee, casa musical de este género, para iniciar el proceso de grabación. «Come On Over» fue grabado en el mes de marzo, en el estudio de grabación Blackbird, para mayo de este mismo año se supo que este álbum sería lanzado bajo el sello musical Columbia Nashville. 
En un comienzo, «Come On Over» iba a ser estrenado a finales de abril de 2008, pero debido a la filtración de la canción en el internet, fue cancelada. Columbia Nashville lo estrenó en las estaciones de radio el 27 de mayo de 2008. Posteriormente, el 6 de junio, la canción se convirtió en un de los temas más agregados en las estaciones de radio de música country. En junio, el sello discográfico, realizó el primer lanzamiento digital de «Come On Over» en iTunes y tuvo un gran éxito moderado.

## Composición
«Come On Over» es una canción pop movida con elementos country, cuyo sonido incorpora melodías oscuras de sintetizadores. La canción es un up-tempo moderado canción en la tonalidad de sol menor respaldo de la guitarra eléctrica. Fue compuesta por los creadores de varios éxitos en la música country Rachel Proctor, Victoria Banks con la ayuda de Simpson, producida por dos prodigios de la musical más popular del sur de los Estados Unidos Brett James, John Shanks.
La canción tiene como primer párrafo: Leave your dishes in the sink, Leave your ice cubes in your drink, Just come on over, Leave your coat behind the door, Leave your laundry on the floor, Just come on over - en español: Deja tus platos en el fregadero, Deja los cubos de hielo en tu bebida, Solo ven aquí , Deja tu abrigo detrás de la puerta, Deja tu ropa, en el suelo, Solo ven aquí. Y culmina: Ohhh all i need is all your love, Baby i cant get enough, I need you wrapped up in these arms, I want you just the way you are, So come on over, So come on over... - en español: Oh, lo único que necesito
es todo tu amor, Amor, No es suficiente, Te necesito envolviéndome en esos brazos, Te quiero así como eres, Así que ven aquí, Así que ven aquí...

## Recepción crítica

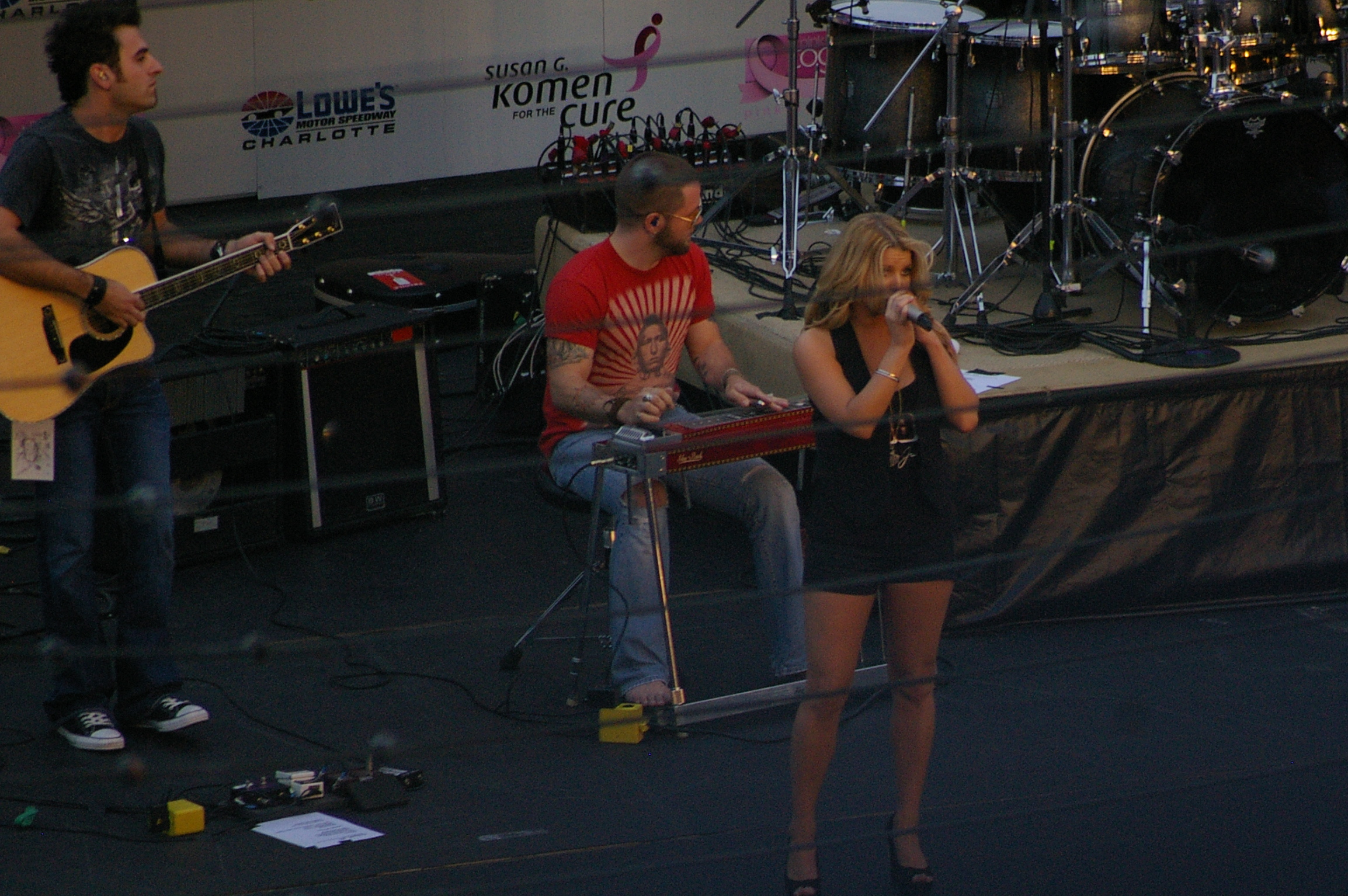
Jessica promocionando "Do You Know"

Billboard.com describió la canción como "Sexy y coqueta", y agregó que «Come On Over» es todo lo que tiene que ser y tener una canción country no forzada. "La escritura de la canción estuvo a cargo de los maestros de la música country." "Simpson brilla en un ritmo steel de una guitar".
La revista Rolling Stone lo catologó como un sencillo «Sorprendentemente» ya que Simpson mantiene lo simple de Shania Twain. Jim Malec de The 9513 le dio muy mala crítica a la canción, este dijo en dicha revisión que la canción, parecía de un niño de quinto grado de primaria, pues era patética. A su vez también dijo expreso que sencillo era "proto-pop". «Come On Over» fue nominado en la categoría "What? I've Always Been Country" en los CMT Music Awards 2008, pero perdió frente a «Don't Think I Don't Think About It» de Darius Rucker.

## Video musical
Simpson rodó el video musical de «Come On Over» el 19 de junio de 2008. El vídeo fue dirigido por Liz Friedlander con quien Simpson trabajaba por primera vez, esta ha trabajado como artista de la talla de Celine Dion, Alanis Morissette y la banda U2. El video fue firmado en el rancho Little Creek Ranch, California.
El vídeo comienza con Simpson de pie fuera de su casa haciendo una llamada telefónica a su interés amoroso. Ella entonces se muestra el interior de su casa, sentado al lado del fregadero de la cocina, mirando por las ventanas del salón. En otras tomas, Simpson canta con una banda de música en vivo en una casa granero, y se sienta en la parte trasera de una camioneta pick-up. Al final del video, que aparece sentado en una bañera de un hombre se representa salir de su coche, su rostro no se muestra.
El video fue estrenado en la web oficial Simpson el 11 de julio. Se estrenó en el CMT Top 20 Countdown el 1 de agosto en el número N.º 3 y alcanzó el puesto N.º 2 la semana siguiente. Alcanzó el número N.º 1 en Yahoo! Top 100 Videos Country, el 8 de agosto. También alcanzó el puesto N.º 16 en la GAC Top 20 Countdown.

## Desempeño comercial
En los Estados Unidos, «Come On Over» se convirtió en la canción más agregada en las emisoras radio para la semana del 6 de junio de 2008, debutando en el N.º 41 en el Billboard Hot Country Songs, con esto la canción rompió el récord de la cantante, Miranda Lambert ("Me and Charlie Talking") y de Brad Cotter ("I Meant To"), debido a alto debut en esta lista musical. Semanas después logró alcanzar el puesto N.º 18 su posición más alta en dicha lista. Logró ingresar a Billboard Hot 100 alcanzado la posición N.º 65, convirtiendo en la primera canción de Simpson en entrar a esta lista desde 2006. También logró posicionarse en las lista de Billboard Pop Songs y Billboard Digital Songs en los puestos N.º 61 y N.º 41 respectivamente. 
En Canadá la canción debutó en la posición N.º 88, semanas después alcanzó el puesto N.º 60, debido a las moderadas ventas digitales. Internacionalmente la canción solo fue lanzado en Reino Unido, un mes antes de que sus rivales musicales lanzaras sus nuevos sencillos, Christina Aguilera con «Keeps Gettin' Better» y Britney Spears con Womanizer. La canción solo pudo alcanzar la posición N.º 81, debido a la falta de promoción en este país. 

## Rankings

### Semanales
| País/Continente | Ranking                 | Primera semana | Posición de ingreso | Mejor posición | Semanas en la mejor posición | Semanas en el ranking | Última semana |
| --------------- | ----------------------- | -------------- | ------------------- | -------------- | ---------------------------- | --------------------- | ------------- |
| América         |                         |                |                     |                |                              |                       |               |
| Canadá          | Canadian Hot 100        | 19-07-2008     | 88                  | 60             | 1                            | 5                     | 16-08-2008    |
| Estados Unidos  | Billboard Hot 100       | 19-07-2008     | 75                  | 65             | 1                            | 5                     | 16-08-2008    |
| Estados Unidos  | Billboard Pop Songs     | 11-07-2008     | 90                  | 60             | 1                            | 7                     | 24-08-2008    |
| Estados Unidos  | Billboard Digital Songs | 19-07-2008     | 41                  | 62             | 2                            | 9                     | 15-09-2008    |
| Estados Unidos  | Billboard Country Songs | 19-07-2008     | 41                  | 18             | 2                            | 16                    | 27-09-2008    |
| Europa          |                         |                |                     |                |                              |                       |               |
| Reino Unido     | Top 75 Singles          | 10-09-2008     | 81                  | 81             | 1                            | 1                     | -             |